# Zeeniveau

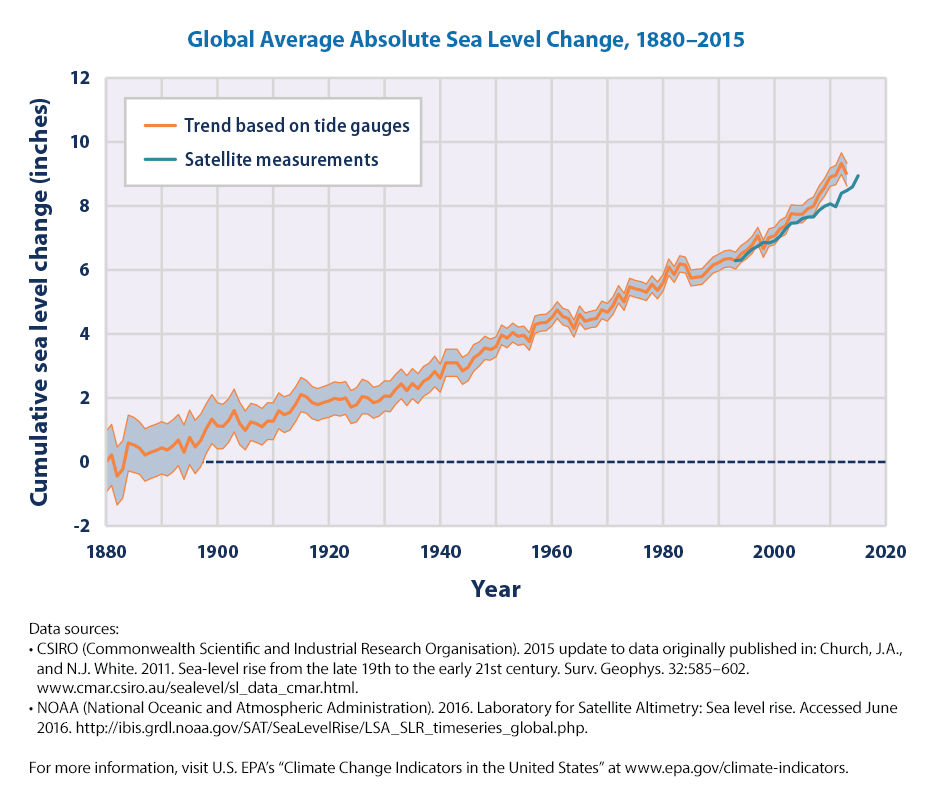
Metingen van het absolute zeeniveau over de afgelopen 130 jaar laten een geleidelijke stijging zien van in totaal ongeveer 20 cm

Het zeeniveau is de gemiddelde hoogte van de zeespiegel (het vlak van de zee), als alle variaties die het gevolg zijn van de getijden worden weggemiddeld. Er zijn twee manieren om de hoogte van het zeewater te meten: het absolute zeeniveau ten opzichte van het middelpunt van de Aarde en het relatieve zeeniveau ten opzichte van de zeebodem.
Het zeeniveau is het resultaat van het volume vloeibaar water op Aarde en van de gemiddelde temperatuur die de gemiddelde dichtheid van het water beïnvloedt. Veranderingen in het absolute zeeniveau (zogenaamde eustatische veranderingen) zijn in de loop van de geologische tijdschaal en zelfs in de geschreven geschiedenis voorgekomen. Als er veel ijs op de poolkappen en in gletsjers wordt opgeslagen daalt de zeespiegel, in glaciale perioden (ijstijden) zelfs met vele tientallen meters.
Het zeeniveau wordt als referentievlak gebruikt om hoogte aan te duiden van locaties op het land (zoals luchthavens en woonplaatsen) en van vliegtuigen in de lucht.

## Veranderingen in het zeeniveau
De verandering van het absolute zeeniveau (eustasie) wordt bepaald door de grootte van de ijskappen en de temperatuur van het zeewater. Beide hangen af van het gemiddelde klimaat op Aarde. Als er klimaatverandering in de vorm van temperatuurstijging optreedt, zullen de ijskappen smelten en zal het zeewater warmer worden. In beide gevallen stijgt het absolute zeeniveau. Bij temperatuurdaling daalt het zeeniveau.
Het relatieve zeeniveau hangt behalve van de eustasie ook af van de beweging van de aardkorst en de aanvoer van sediment naar de zeebodem. Als er veel sediment op de bodem blijft liggen, zal de zeebodem hoger komen te liggen en het relatieve zeeniveau dalen. Als de aardkorst naar beneden beweegt (subsidentie) zal het relatieve zeeniveau juist toenemen. Het zeeniveau kan daardoor lokaal veranderen terwijl het absolute zeeniveau gelijk blijft.

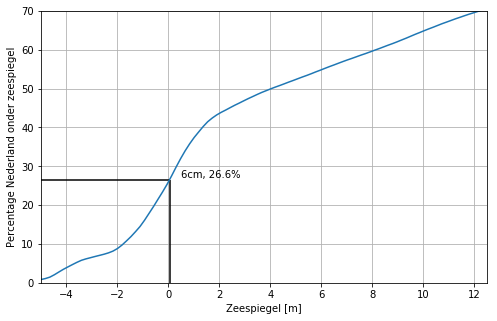
Percentage van Nederland onder de zeespiegel

### Effecten van smeltend ijs
Sinds 2,5 miljoen jaar bevindt de Aarde zich in de Kwartaire ijstijd, wat betekent dat er ijskappen op en rond de poolstreken liggen. Deze ijskappen zijn echter niet continu van grootte: soms groeien ze aan (zogenaamde glaciale perioden), soms worden ze kleiner (interglaciale perioden). Op dit moment bevinden we ons in een interglaciaal.
Het smelten of weer aangroeien van de ijskappen heeft grote invloed op de hoeveelheid water die zich in de oceanen bevindt. Vooral in de ijskappen op Groenland en Antarctica liggen grote hoeveelheden water opgeslagen.
Tot voor kort werd aangenomen dat het smelten van drijvend ijs (Noordpool) geen verschil maakt (wet van Archimedes), en dat pakijs op het land dat smelt en in zee terechtkomt (Antarctica, Groenland) het zeeniveau wel doet stijgen. In een recent onderzoek van Peter Noerdlinger wordt echter beweerd dat het smelten van drijvend zoetwaterijs wel degelijk het peil van zoutwater doet stijgen. Dit effect valt echter in het niet bij dat van smeltend landijs.
Peter Noerdlinger geeft geen rekenkundige onderbouwing van zijn constatering dat het peil 4 cm kan stijgen. Uitgaande van een inhoud van ongeveer 23.000 km³ zoet Noordpoolwater en een zeeoppervlak van ongeveer 320.000.000 km², zou de zeespiegel met 23000/320.000.000*2,5%*1000*100=0,18 cm stijgen in plaats van de 4 cm zoals Peter Noerdlinger aangeeft. 2,5% is de verhouding tussen zoet en zout water.

### Ontwikkelingen in de 20e eeuw
Gedurende de 20e eeuw is het zeeniveau iets gestegen, in de orde van enige tientallen millimeters (195 millimeter tussen 1870 en 2004). Over de absolute grootte van de zeespiegelstijging is men het nog niet helemaal eens: verschillende meetmethoden geven verschillende uitkomsten, en bij meting op een plaats kan men geen onderscheid maken tussen dalen van het land en stijgen van de zee. Waarschijnlijk is het zeeniveau in de 20e eeuw echter met ongeveer 1,74 mm/jaar gestegen, waarbij aangetekend moet worden dat de stijging in de tweede helft van de eeuw (1,45 mm/jaar) lager was dan in de eerste helft (2,03 mm/jaar).

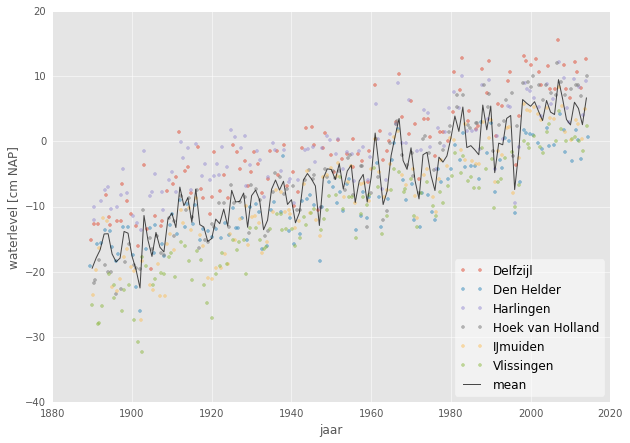
Zeespiegelmetingen langs de Nederlandse kust

De relatieve zeespiegel langs de Nederlandse kust wordt gemeten met getijdestations en uitgedrukt ten opzichte van het gereviseerd lokaal referentieniveau, gelijk aan het NAP van voor 2005. De zeespiegel is langs de Nederlandse kust ongeveer even veel gestegen als de wereldwijde zeespiegel.
Ook over de exacte oorzaak van de stijging tot op heden wordt nog gediscussieerd: is deze het gevolg van smelten van landijs of meer van opwarming van het oceaanwater? Zeer nauwkeurige satellietmetingen maken het tegenwoordig makkelijker de zeespiegelhoogte te volgen, maar om systematische trends te ontdekken zijn series metingen nodig die tientallen jaren beslaan.

### Zeespiegelvoorspellingen

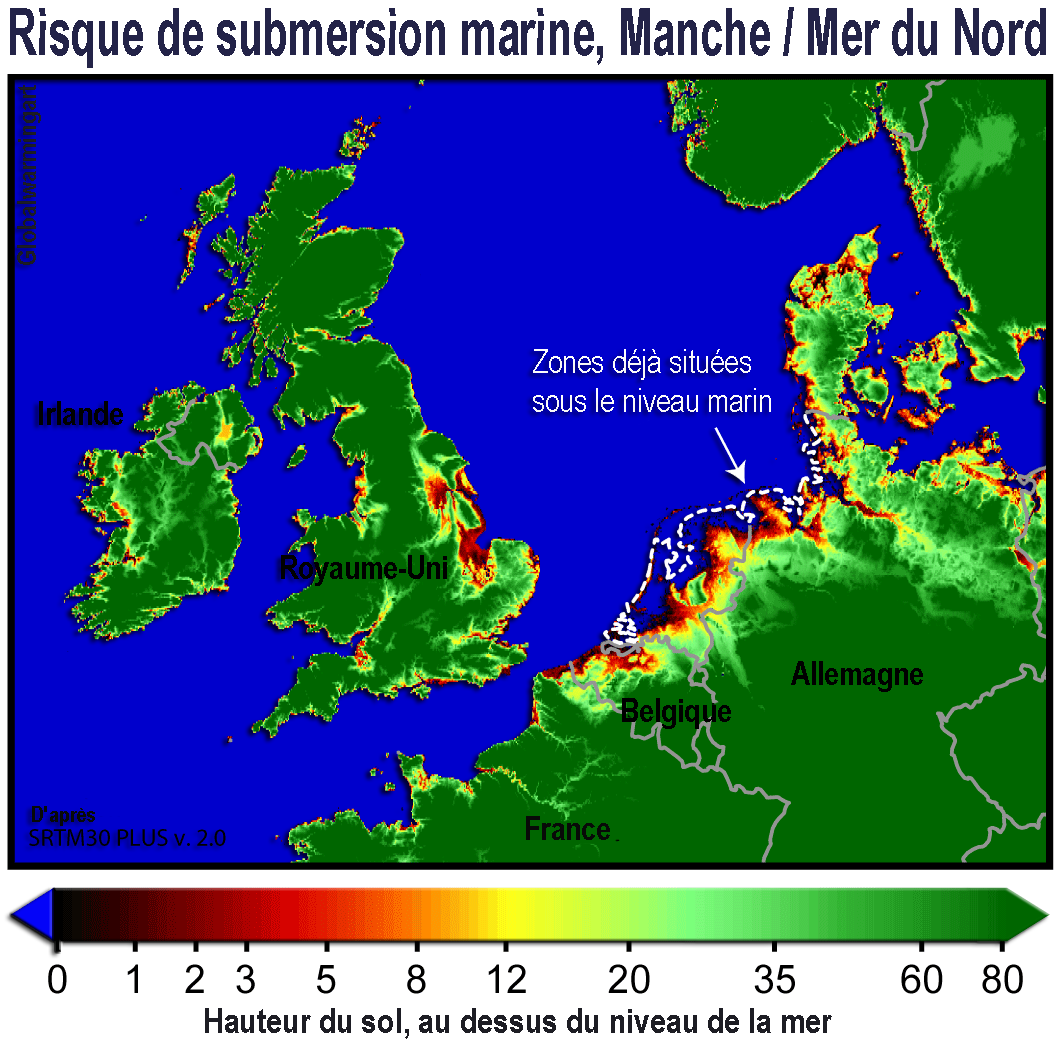
Kwetsbaarheid voor zeespiegelstijging bij locaties aan de Noordzee

De zeespiegelstijging is weer actueel geworden door het versterkte broeikaseffect en de klimaatverandering. Wetenschappers die zich daarmee bezighouden schatten in dat de zeespiegel maximaal 1 m gestegen kan zijn in 2100 en daarna in hetzelfde tempo zal doorgaan. Dat kan ertoe leiden dat delen van Nederland aan een groter risico voor overstroming wordt blootgesteld of dat men grote investeringen moet doen in de zeewering. Ten zuidoosten van de lijn Breda - Amersfoort - Assen is er weinig gevaar, omdat dat deel duidelijk hoger ligt. Voor armere gebieden is het gevaar nog groter dan voor Nederland, omdat er weinig middelen zijn om de zee buiten te houden. Veel menselijke activiteiten spelen zich af aan de kust en op land dat op zeeniveau ligt. Laag gelegen eilandgroepen als Tuvalu kunnen uiteindelijk onder de zeespiegel verdwijnen.
Ook na de watersnood in 1953 werd al rekening gehouden met een versnelde stijging van de zeespiegel. Bij de bepaling van de optimale dijk- en duinhoogten ging men ervan uit dat de zeespiegel 70 cm in een eeuw zou stijgen door het afsmelten van Groenlandse ijskappen.
Een recent internationaal onderzoek voorspelt maximaal 2 meter stijging per eeuw, dus veel meer dan het IPCC had voorspeld. De oorzaak ligt in het ijs van Groenland dat al bij een lagere temperatuurstijging zou gaan smelten.
Een aanzienlijk aantal wetenschappers twijfelt echter aan deze conclusies. Redenen voor deze twijfel zijn de o.a. de interpretatie van fysische oorzaken (en doorwerking) op regionale zeespiegelafwijkingen die optreden bij massaverplaatsingen, zoals zwaartekrachtsveranderingen, geïnduceerde rotatieveranderingen van de aarde en postglaciale opheffing. Deze effecten worden zelf-consistent verdisconteerd in de z.g. zeespiegelvergelijking, die aan de basis staat van moderne relatieve (t.o.v. kust of zeebodem) zeespiegelveranderingsmodellen.